# Bloque de Naciones Antibolcheviques

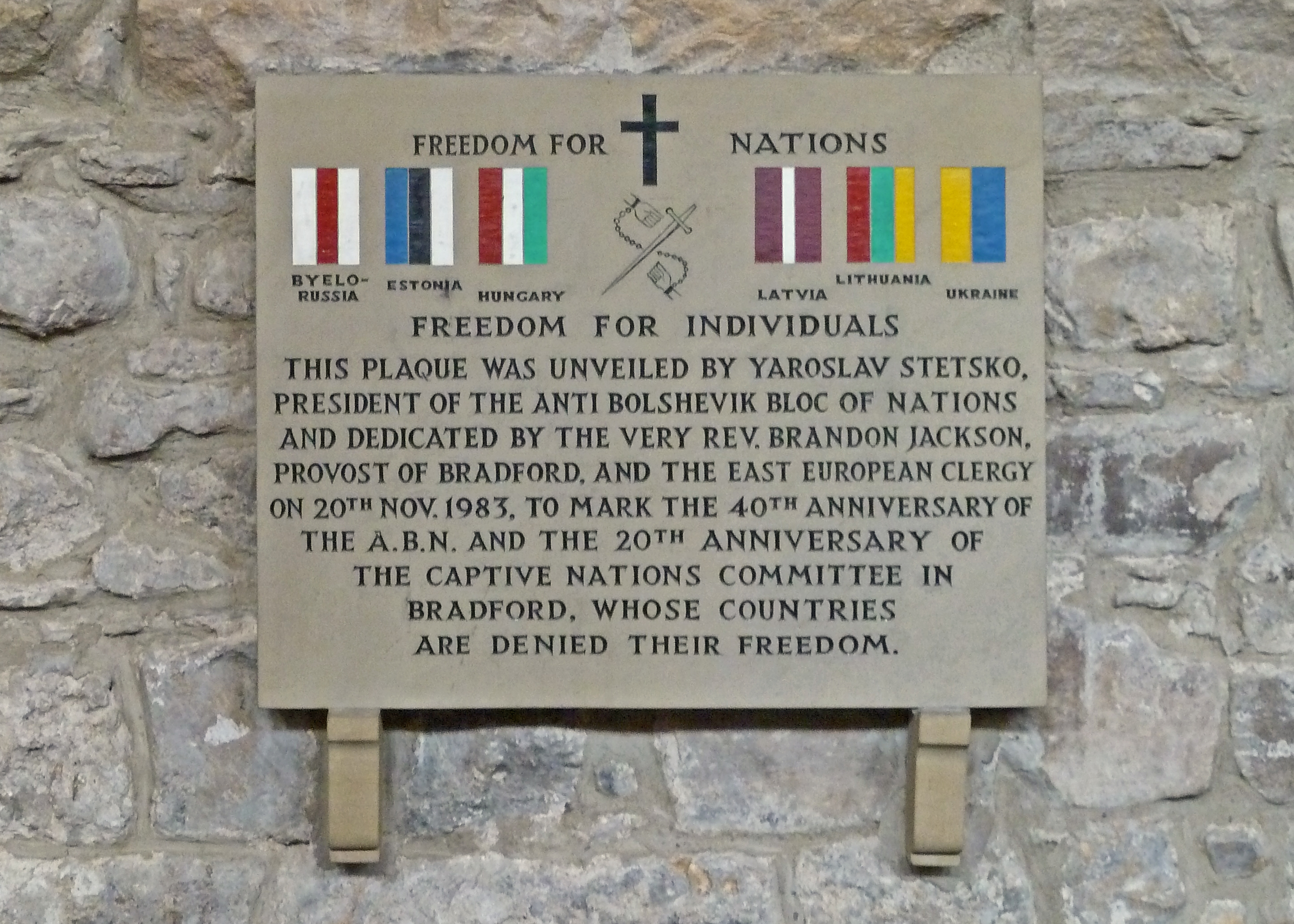
Esta es una imagen en la que se ve una placa en que dice "Libertad para las naciones, libertad para los individuos", esto está colocado en la Catedral de Bradford y fue colocada el 20 de noviembre de 1983.

El Bloque de Naciones Antibolcheviques o en inglés Anti-Bolshevik Bloc of Nations (ABN) es el centro coordinador de organizaciones de exiliados políticos de la Unión Soviética y otros países socialistas.

## Origen
El ABN atribuye su existencia y sus bases ideológicas a una conferencia clandestina de miembros de países no rusos que tuvo lugar entre el 21 y el 22 de noviembre de 1943 cerca de Zhytomyr con la iniciativa de la Organización de Nacionalistas Ucranianos, la cual fue una plataforma para lograr cambios revolucionarios contra el comunismo ruso. La meta del ABN era el desmembramiento de la Unión Soviética en estados nacionales. El Cuartel General del ABN estaba en Múnich.

## Posguerra
Dada su estructura organizacional en Múnich, 1946, el ABN extendió su actividad a toda la emigración de Europa del Este.

### Miembros
Las siguientes organizaciones eran miembros del ABN en sus distintos periodos de tiempo: 
- Comité de Liberación Armenio
- Frente Nacional Búlgaro
- Consejo Central Bielorruso
- Movimiento Nacional Cosaco de Liberación
- Movimiento Croata de Liberación Nacional
- Movimiento Checo para la Libertad (Za Svobodu)
- Comité Nacional Checo
- Movimiento de Liberación Estonio
- Unión de Luchadores Estonios por la Libertad
- Organización Nacional Georgiana
- Movimiento de Liberación Húngaro
- Movimiento Mindszenty Húngaro
- Asociación Letona por la Lucha contra el Comunismo
- Movimiento del Renacimiento Lituano
- Comité Eslovaco de Liberación
- Comité Nacional Unido de Turquestán
- Organización Unida Hetman
- Organización de Nacionalistas Ucranianos (Bandera)

### Financiamiento
En algunos países como Estados Unidos, Canadá, Inglaterra los grupos de apoyo como American Friends of the ABN, fueron particularmente activos. El padre del expresidente Bush, George H. W. Bush, era miembro del American Friends of Anti-Bolshevik Blok of Nations AFABN; en otros (Bélgica, Italia, Australia, Argentina, etc.) la organización está representada por ramas o grupos. La sección juvenil del ABN está activa en Inglaterra y Estados Unidos.

### Directiva
El ABN fue dirigido por Yaroslav Stetsko desde su creación hasta su muerte en 1986. Fue sucedido por su viuda, Slava Stetsko. El Directorio incluye a:
- V. Berzins
- V. Kajum-Khan
- F. Ďurčanský
- F. Farkas de Kisbarnak
- R. Ostrowski

Los Secretarios Generales fueron :
- N. Nakashidze
- C. Pokorný

## Medios
El ABN condujo actividad de propaganda a través de publicaciones periódicas y no periódicas, incluyendo el bimensual ABN Correspondence (1950-1996) inicialmente en inglés, alemán, y francés, más tarde solo en inglés), y Resistencia y Liberación (Buenos Aires). también se asoció al ABN al diario L'est européen (París).

## Actividades
El Cuartel General y las células organizaban protestas masivas contra la Unión Soviética, protestas, conferencias de prensa, congresos internacionales, además de la distribución de distintos demos.

## Liga Anticomunista Internacional
El ABN cooperó con la Liga Mundial por la Libertad y la Democracia (WACL, por sus siglas en inglés) y el European Freedom Council (EFC). Representantes del ABN participaban en los congresos del WACL y del EFC.

## Disolución
El ABN se disolvió en 1996 después de la disolución de la Unión Soviética.

## Miscelánea
Los ucranianos eran el grupo más activo del ABN (específicamente el OUN(b) y organizaciones del Ukrainian Liberation Front) 